# Бермуда шортс
Бермуда шортсеви, такође познате као бермуде и шортсеви за шетњу , су посебна врста кратких панталона, коју носе као полулежерну одећу и мушкарци и жене. Руб, који може бити са или без манжета, је око 1 in (2,5 cm) изнад колена.
Ови шортсеви су тако названи због своје популарности на Бермудским острвима, британској прекоморској територији, где се сматрају одговарајућом пословном одећом за мушкарце када су направљени од материјала налик на одело и носе се уз чарапе до колена, кошуљу, кравату и блејзер.

## Историја
Изум Бермуда шортсева приписује се бермудском народу и власнику продавнице чаја Натанијелу Коксону, који је 1914. скратио панталоне униформе својих запослених омогућавајући више удобности на врућини. Британска војска, стационирана на Бермудима током Првог светског рата, усвојила је шортс за ношење у тропској и пустињској клими. 
Бермуда панталоне су постале популаран предмет спортске одеће 1920-их и 1930-их због повезаности са одмором и тропским одморима. Њихово име је вероватно кодификовано у Сједињеним Државама од стране The Bermuda Shop, малопродајног објекта спортске одеће у Њујорку. 
Према Џеку Лајтборну, бившем извршном потпредседнику Банке Бермуда, генерални директори две банке на Бермудама су били забринути да њихови мушки запослени неће имати одговарајућу одећу за ношење због несташице одеће у вези са Другим светским ратом. Договорили су се да локални кројач направи два пара шортсева, по узору на шортс британске војске, за сваког од својих мушких запослених. Шортсеви су направљени од сивог фланелског материјала који изазива јак свраб, а сваки запослени је добио и два пара тешких сивих вунених дугих чарапа које је носио уз шортс. Ово је био почетак бермуда као пословне одеће на Бермудима, као и упаривање дугих чарапа са шортсевима.  У послератном периоду локални трговци као што су Trimingham Bros. и H.A. & E. Smiths побољшали су дизајн шортсева и користили материјале светлих боја како су шортсеви постајали све популарнији.
Vogue је први пут употребио израз "Бермуда шортс" 1948. године. Пораст популарности шортсева поклапа се са ширим порастом прихватљивости шортсева као свакодневне одеће.  Заједно са фармеркама, бермуде су биле забрањене за студенткиње на Универзитету Пенсилваније до 1954. године, када је забрана укинута само за догађаје ван кампуса.  У чланку из те године у The New Yorker-у се помиње да иако су цифре продаје шортсева биле у порасту, одређени хотели и клубови их и даље нису дозвољавали. 
Бермуде су поново постале популарне 1970-их због повећаног интересовања за моду 1950-их. Поново су се појавили на пистама и касније, почевши од раних 1990-их.  Шортс је остао популаран у женској и јуниорској моди до средине 2000-их. 
Tрендови за 2022. укључују и бермуде, кратке панталоне дужег кроја. У први план стављају ноге, а с друге стране делују толико елегантно да их је врло лако носити у различитим приликама. Прошле године овај тренд тек се назирао, но ове сезоне бит ће један од водећих. Овај модел хлача има све предиспозиције да постане један од омиљених модела шортсева, посебно у светлим тренди бојама као што су прљавобела или беж, и од природних материјала као што је лан.

## Предности
Бермуде се сматрају прикладнијим у врућим суптропским и тропским климама него као типична одећа омиљена у Европи. Многа предузећа на Западу данас која имају пословну лежерну политику и на сличан начин дозвољавају ову врсту одеће у топлијим сезонама, посебно у Сједињеним Државама, Канади, Аустралији и Новом Зеланду.
Бермуде су део одеће Британске краљевске морнарице и Краљевске канадске морнарице.
Током церемонија отварања Олимпијских и Параолимпијских игара, делегација Бермуда традиционално носи црвене бермуде (црвена је примарна боја на застави земље).

## Занимљивости
"Гипсане бермуде" представљају козметички третман за уклањање целулита, детоксикацију и мршављење, а име указује на предео тела који третира.